# Chelsie Giles
Chelsie Giles (Coventry, 25 de enero de 1997) es una deportista británica que compite en judo.
Participó en los Juegos Olímpicos de Tokio 2020, obteniendo una medalla de bronce en la categoría de –52 kg. En los Juegos Europeos de Minsk 2019 obtuvo una medalla de bronce en la categoría de –52 kg.
Ganó una medalla de plata en el Campeonato Mundial de Judo de 2022 y tres medallas en el Campeonato Europeo de Judo entre los años 2019 y 2023.

## Palmarés internacional
| Juegos Olímpicos   | Juegos Olímpicos      | Juegos Olímpicos  | Juegos Olímpicos |
| Año                | Lugar                 | Medalla           | Categoría        |
| ------------------ | --------------------- | ----------------- | ---------------- |
| 2020               | Tokio (Japón)         | Medalla de bronce | –52 kg           |
| Campeonato Mundial |                       |                   |                  |
| Año                | Lugar                 | Medalla           | Categoría        |
| 2022               | Taskent (Uzbekistán)  | Medalla de plata  | –52 kg           |
| Juegos Europeos    |                       |                   |                  |
| Año                | Lugar                 | Medalla           | Categoría        |
| 2019               | Minsk (Bielorrusia)   | Medalla de bronce | –52 kg           |
| Campeonato Europeo |                       |                   |                  |
| Año                | Lugar                 | Medalla           | Categoría        |
| 2019               | Minsk (Bielorrusia)   | Medalla de bronce | –52 kg           |
| 2022               | Sofía (Bulgaria)      | Medalla de oro    | –52 kg           |
| 2023               | Montpellier (Francia) | Medalla de bronce | –52 kg           |